# Insenatura di Brahms
L'insenatura di Brahms è un'insenatura larga circa 11 km all'imboccatura e lunga 46, situata nella costa dell'isola Alessandro I, al largo della Terra di Palmer, in Antartide. L'insenatura, che si estende in direzione nord-ovest/sud-est nella costa settentrionale della penisola Beethoven e la cui superficie è completamente ricoperta dai ghiacci, si trova in particolare tra la penisola Derocher, a nord-est, e la penisola Harris, a sud-ovest, e in essa si getta, tra gli altri, il ghiacciaio Liadov.

## Storia
L'insenatura di Brahms è stata fotografata dal cielo già durante la spedizione antartica di ricerca svolta nel 1947-48 e comandata da Finn Rønne, ed è stata delineata più dettagliatamente nel 1960 da D. Searle, cartografo del British Antarctic Survey (al tempo ancora chiamato "Falkland Islands Dependencies Survey", FIDS), sulla base di fotografie aeree scattate durante tale spedizione; infine è stata così battezzata dal Comitato britannico per i toponimi antartici in onore del compositore tedesco Johannes Brahms.